# Steve McNair
Steve McNair (14. februar 1973 – 4. juli 2009) var en amerikansk quarterback i amerikansk fodbold, der især er kendt for sin tid hos Tennessee Titans, med hvem han deltog i Super Bowl XXXIV i 2000. Han blev også valgt som MVP i 2003-sæsonen (sammen med Peyton Manning).
Han blev valgt som den tredje ved draften i 1995, hvor han kom til Tennessee Titans (holdet hed dog Houston Oilers på det tidspunkt). Han forblev i denne klub til 2005, hvor han skiftede til Baltimore Ravens, hos hvem han blev, til han sluttede sin karriere i 2007.
McNair blev dræbt af skud i en lejlighed i Nashville, Tennessee.